# Xipe-Totec
Xipe-Totec (en asteca "nostre senyor l'escorxat") fou un déu a diverses mitologies americanes: la mitologia asteca, la yopi i la zapotec. El seu origen es troba al territori dels yopi, Guerrero. Per la relació propera entre els yopi i els zapotec el déu tenia relació amb les creences d'aquests últims. Més tard fou adoptat pels asteques.

## Cultura asteca
A la mitologia asteca les regions del món (els quatre punts cardinals) eren repartits entre quatre germans fills d'una parella ancestral, considerats el grup de déus més importants: (Huitzilopochtli, déu del sud; Tezcatlipoca, déu del nord; Quetzalcoatl, déu de l'oest; i Xipe-Totec, el déu de l'est). A més era déu de la dacsa, patró dels artesans, estava associat amb la plutja i era déu de l'agricultura i del vent de l'oest. Segons els mites asteques fou escorxat viu com a la dacsa. En quant al seu aspecte vestia una pell humana com a màscara i anava armat amb una llança o una destral. El rol de Xipe-Totec era de víctima, rol compartit amb Quetzalcoatl.
Xipe-Totec era el patró dels treballadors de l'or i la plata.
El festival Tlacaxipehualiztli es realitzava en honor de Xipe-Totec i a Huitzilopochtli. Representava la subordinació del déu de l'est respecte el déu del sud. Es cantava el seu himne: Xippe ycuic, totec. Yoallavama (traduït del nàhuatl: Nostre senyor l'escorxat (el bevedor nocturn). Sa cançó).
A la religió tardana asteca les identificacions dels déus es creuaven causant que Xipe-Totec es convertira en un dels quatre Tezcatlipoca: el Tezcatlipoca Roig.

## Representacions
Al jaciment arqueològic de Xolalpan, a Teotihuacan, es descobrí el 1932 una estàtua que el representa.
Al Còdex Borgia hi apareix representat.